# Chuck Rock
Chuck Rock är ett sidscrollande plattformsspel, skapat av Core Design och utgivet 1991 innan det porterades till hemkonsolerna under de kommande fem åren.
Spelet skapades till datorerna Atari ST och Amiga, för att 1992 släppas till Commodore 64 och 1994 till Amiga CD32. Spelet utgavs senare av Krisalis Software till Acorn Archimedes. Virgin Interactive utgav spelet till Sega Mega Drive, Sega Master System och Sega Game Gear. Sony Imagesoft utgav spelet till Sega Mega-CD, SNES och Game Boy.

## Handling
Spelet utspelar sig under Stenåldern, där-  neandertalmänniskor lever samtidigt som diverse förhistoriska djur. Chuck Rock skall rädda sin flickvän Ophelia Rock, som blivit kidnappad Garry Gritter.

### Fotnoter
1. ↑  ”Chuck Rock” (på engelska). SNES Central. http://www.snescentral.com/article.php?id=0939. Läst 1 maj 2014.